# 長谷川真弓 (女優)
長谷川 真弓（はせがわ まゆみ、1970年〈昭和45年〉8月19日 - ）は、日本の女優。ソニー・ミュージックアーティスツ所属。
山口県萩市出身。横浜市立東野中学校、神奈川県立瀬谷高等学校、國學院大學文学部卒業。

## 人物・来歴
1978年10月、劇団日本児童入り。1979年、『仮面ライダー』（第4話）で子役デビュー。
1982年、NHK総合テレビ・ドラマ人間模様の『太陽の子』で、主人公のふうちゃんを演じる。
1999年からは『大好き!五つ子』シリーズにレギュラー出演した。
2001年にディレクターと結婚。2003年9月16日に第一子となる男児、2011年1月31日に第二子となる女児を出産。

## 出演

### テレビドラマ
NHK
- 太陽の子（1982年、総合） - ふうちゃん 役
- 大河ドラマ（総合）
  - 徳川家康（1983年） - 徳姫 役
  - 独眼竜政宗（1987年） - 亀姫 役
  - 翔ぶが如く（1989年） - 西郷松 役
- 銀河テレビ小説（総合）
  - 港駅（1984年） - マリ 役
- 子どもの隣り（1986年5月5日、総合） - 絣 役
- 父の詫び状（1986年、総合）
- 北の海峡（1988年5月3日、総合） - 二谷さよ子 役
- 土曜ドラマ（総合）
  - 十九歳（1989年） - 国広恵子 役
  - 妻よ（1994年）
- 近松青春日記（1991年、総合） - おちか 役
- さくら家の人々（1992年、総合）
- 腕におぼえあり（1992年、総合） - 千加 役
- 十時半睡事件帖（1994年、総合） - 珠 役
- NHKドラマ館「あした天気に」（1998年、総合）
- 七瀬ふたたび（2008年、総合） - 薫 役
- キャロリング〜クリスマスの奇跡〜（2014年、BSP） - 坂本冬美 役
- ドキュメンタリードラマ「走れ、三輪トラック」（2015年、NHK広島）

日本テレビ系列
- 木曜ゴールデンドラマ 悪霊の棲む館（1980年、よみうりテレビ）
- 外科医有森冴子（1990年 - 1993年） - 河西真理 役
- Mr.MARIC PRESENTS～サイキックシアター～Mr.マリック超魔術V「KENJIが来た！」（1990年）
- 劇的空間～ドラマディックススペース～
  - 失恋白書（1992年）
  - ルームメイト（1992年）
- カネボウヒューマンスペシャル
  - ダイアリー-車いすの青春日記-（1988年）
  - 生きのびて（1996年）
- 水曜グランドロマン
  - 産婦人科病棟シリーズ（1989年 - 1991年）
  - 街角の法廷（1990年）
- 火曜サスペンス劇場
  - わが町10（1998年） - 小林若菜 役
  - 加賀金沢殺人事件（1991年）
- ドラマシティ'92 アイシテイルと描いてみた（1992年、よみうりテレビ） - 相沢由香 役
- フレーフレー人生!（2002年） - なつみ 役
- ドクターカー（2016年） - 市村節子 役

TBS系列
- ポーラテレビ小説
  - 元気です!（1980年）
- 東芝日曜劇場
  - 第1304回「パパのシャンデリア」（1981年12月20日）
  - 優しい嘘（1985年）
  - 男たちのフツーの週末（1988年）
- 刑事犬カールII（1982年）
- 仮面ライダー (スカイライダー)（毎日放送）
- 水戸黄門（C.A.L）
  - 第17部 第10話 - 第16話（1987年11月2日 - 12月14日） -  千春 役
    - 第16話「命がけの母娘再会 -宇和島-」（1987年12月14日） - 鶴姫 役 ※一人二役

  - 第38部 第5話「暴れ若様まかり通る -和歌山-」（2008年2月4日） - おとき 役
  - 第39部 第14話「悪事をあばく今昔の恋 -宮崎-」（2009年1月24日） - 志津 役
- 予備校ブギ（1990年）- 山内美幸 役
- 紅い稲妻人見絹枝（1992年、毎日放送）
- 月曜ドラマスペシャル
  - 松葉杖のラガーマン（1991年）
  - 精神外科医シリーズ（1992年-1993年）
  - バスガイド愛子（1993年 - 1997年） - 徳丸律子 役
  - 夫婦の危機シリーズ3消えない記録（1994年）
  - 観光バスが消えた（1995年）
  - 早乙女千春の添乗報告書4（1996年） - 鈴木美和子 役
  - 浅見光彦シリーズ8（1997年）
  - 一色京太郎事件ノート（1997年）
  - 丹下晋蔵熱血記函館望郷編（1997年）
- 適齢期（1994年） - 真鍋かおる 役
- 夏は秘密がいっぱい!（1994年7月 - 9月）
- ママに宿題（1995年）
- 大好き!五つ子（1999 - 2009年） - 桜井恵 役
- ケータイ刑事 銭形愛（2004年、BS-TBS）
- クロサギ（2006年） - 玉城聡美 役
- 佐々木夫妻の仁義なき戦い（2008年） - 山本幸恵 役
- 赤かぶ検事 京都篇（2010年） - 波田野鞠子 役
- Dr.DMAT（2014年） - 丸山佑子 役

フジテレビ系列
- 江戸の激斗 第22話「熱い眠りにこころ残して」（1979年11月29日）
- 飾りのついた麦わら帽子（1982年1月30日）
- ママの涙はハート色（1983年1月19日）
- 月曜ドラマランド
  - どっきり天馬先生（1983年）
- 鬼平犯科帳（1989年）第1シリーズ 第12話「兇剣」（スペシャル） - およね 役
- 金曜男と女のミステリー
  - 幻の殺意（1990年）
  - 雨の脅迫者（1990年）
- 夏子の酒（1994年） - 田中静江 役
- 金曜エンタテイメント
  - おふくろシリーズ10（1994年） - 西沢恵子 役
- 東京SEX（1995年）
- TOKYO23区の女練馬区（1996年）
- 新春ドラマスペシャル 秋刀魚の味（2003年1月3日）
- 金曜プレステージ
  - ドクター小石の事件カルテ（1）（2004年）
  - 京都祇園入り婿刑事事件簿12（2005年）
  - 浅見光彦シリーズ41佐渡伝説殺人事件（2011年）
- 鬼平犯科帳スペシャル〜雨引の文五郎〜（2009年） - おきぬ 役
- 七人の敵がいる（2012年） - 野口リカ 役
- さくらの親子丼 第三シーズン（2020年、東海テレビ） - 峰尾靖子

テレビ朝日系列
- 吉宗評判記 暴れん坊将軍 第97話「おっ母ぁなんか要らねえや!」（1980年） - 鶴姫 役
- 電子戦隊デンジマン（1980年） - 藤村美香 役
- 文吾捕物帳 第14話「紅かんざしの絆」（1981年、三船プロ）
- 月曜ワイド劇場
  - 妻はロボットか人間か（1984年）
  - ガラスの家の暴力少女ためされた愛（1984年）
- 丹下左膳（1991年）
- 土曜ワイド劇場
  - おふくろ刑事 柏木桃子（1995年） - 土村尚子 役
  - 事件（1996年） - 大石久美子 役
  - 京都お見合いツアー殺人事件（1997年） - 谷秋子 役
  - 京都・在原業平殺人事件（1999年） - 大杉美子 役
  - 牟田刑事官事件ファイル（2007年） - 守屋美佐子 役
- ニュースキャスター 霞涼子（1999年）
- 天の瞳（2000 - 2002年）
- 八丁堀の七人（2003年）
- 新・京都迷宮案内（2007年） - 荻原素子 役
- 遠山の金さん（2007年）
- 科捜研の女第10シリーズ 第2話（2010年7月22日） - 吉野美鈴 役
- 霊能力者 小田霧響子の嘘（2010年） - 花村幸絵 役

テレビ東京系列
- 大江戸捜査網（三船プロ）
  - 第454話「無情 巾着切りの涙」（1980年） - おはる 役
  - 第538話「妖艶 女風呂殺し針」（1982年）
- 泥棒に手を出すな!（1990年）
- 古賀政男物語（1992年）
- 女と愛とミステリー 不倫調査員・片山由美4（2003年3月26日）
- 逃亡者 おりん 第14話「弥十郎悲しき再会」（2007年2月2日） - お志乃 役
- 記憶捜査2〜新宿東署事件ファイル〜 最終話（2020年12月24日） - 佐々木美和子 役

TOKYO MX
- スポットライト（2020年8月）
- 青きヴァンパイアの悩み 第1話・2話（2021年2月8日・15日） - 滝川彩子 役

### 映画
- 花いちもんめ（1985年） - 鷹野里美 役
- キクロプス（1986年） - 主演・高森ミユキ 役
- 青空に一番近い場所（1994年） - 日向花菜子 役
- 欲望だけが愛を殺す Vol.1 天国の虹（1994年）
- 二つの崩れた家族ー飲酒が車を凶器に変えた（2006年） - 谷崎雪絵 役
- 青木ヶ原（2013年） - 志津 役

### 舞台
- ラヴレターズ（1994年）
- せんにゅうかん（2010年11月25日 - 28日、2012年3月16日 - 18日、横浜関内ホール）
- 一筆啓上〜girlslooKUp!〜（2012年8月8日 - 12日、劇団ハーベスト中野ザ・ポケット）
- はせがわさんちの読み聞かせ Vol.1（2012年10月）
- たいこ茶屋殺人事件（2013年1月）
- たいこ茶屋殺人事件2013夏（2013年8月）
- 居酒屋「夢の郷」殺人事件 もう1つの結末（2014年10月）
- 居酒屋「夢の郷」殺人事件2015夏 ～誰も知らない…もう1つの顔…～（2015年7月）
- 居酒屋「夢の郷」殺人事件スピンオフ企画 ～誰も知らない…もう1つの『本当』の顔…～（2015年12月）
- 居酒屋「夢の郷」殺人事件2016春 ～誰も知らない…もう1つの顔…～ もう1つの結末（2016年3月）※阿藤快追悼公演
- 居酒屋「夢の郷」2016秋物語 ～いつかまた逢える～（2016年10月）※阿藤快1回忌追悼公演
- 居酒屋「夢の郷」2016冬物語（2016年12月）
- 居酒屋「夢の郷」殺人事件2017春 ～阿藤快は死なず～ 勝者の書いた歴史は真実か？（2017年3月）
- いつかまた逢える2017秋物語 ～熱い想いをこめて～（2017年11月）※阿藤快3回忌追悼公演
- いつかまた逢える2017秋物語スピンオフ企画 ～一夜だけの冬物語～（2017年12月）

### 吹き替え
- 頑固じいさん孫3人（1987年、NHK総合） - 長女・クリス役
- 泣かないで（1989年） - ポリー〈クリスティ・マクニコル〉役※テレビ朝日版
- ターシャの森から（2021年 - 2023年）

### ラジオ
- アドベンチャーロード（NHK-FM）
  - 「スターライト・だんでぃ」（ジギー）（1987年）
- 青春アドベンチャー（NHK-FM）
  - 「おいしいコーヒーのいれ方」（1997年 - 2006年）
  - 「Meg」（1998年）
  - 「ごくらくちんみ」（5話「ちょろぎ」）（2011年）
- FMシアター（NHK-FM）
  - 「月の島」（2002年）
  - 「海霧の墓」（2012年）
  - 「ママはがんなの」（2014年）
- 今日は一日○○三昧（NHK-FM）
  - 今日は一日“ラジオドラマ”三昧（2015年9月23日）
  - 今日は一日“ありがとうFM50”三昧 オーディオドラマ編（2019年3月3日）

### CM
- 新ルルA（1983 - 1984年、第一三共ヘルスケア）
- ニュータッチヌードル（1985 - 1988年、ヤマダイ食品）
- ハニーマンゴカレー（1985年、オリエンタル）

### その他
- ギミア・ぶれいくコーナードラマ善行銀行（1990年、TBS）
- 金曜エンタテイメント人間ドキュメント服部良一物語（1994年、フジテレビ）
- 世界ウルルン滞在記（1997年・2000年、毎日放送）
- 厳選!2時間さんぽ道（2016年、BS日テレ）
- クイズ!脳ベルSHOW（2017年、BSフジ）

## ディスコグラフィー

### シングル
- 星に約束（1984年6月21日）

作詞・作曲：後藤悦次郎／編曲：東海林修
（c/w　いつか馬車に乗って）

### アルバム
- トゥインクル（1984年7月21日）